# Ernst von Pfuel
Ernst Heinrich Adolf von Pfuel (ur. 3 listopada 1779, zm. 3 grudnia 1866) – pruski generał, minister wojny i premier w okresie Wiosny Ludów.